# Liste der Wegekreuze und Bildstöcke in Kelmis
Die Liste der Wegekreuze und Bildstöcke in Kelmis listet ohne Anspruch auf Vollständigkeit die Flur- und Wegekreuze sowie die Bildstöcke mit ihren jeweiligen persönlichen Geschichten – soweit bekannt – auf dem Gebiet des Gemeinde Kelmis mit seinen Ortsteilen Hergenrath und Neu-Moresnet  in der Deutschsprachigen Gemeinschaft von Ostbelgien. Insgesamt stehen mehr als 100  Wegekreuze der Gemeinde auf öffentlichem Eigentum. Ihr Unterhalt  wird teils durch Privathand, teils durch das städtische Bauamt, teils durch die örtlichen Pfarren gewährleistet.

## Liste Kelmis
| Standort                                        | Datierung | Beschreibung/Inschrift | Bild           |
| ----------------------------------------------- | --------- | --- | -------------- |
| Bergstraße 2 Lage                               | unbekannt | Holzkreuz mit Spitzdach auf einem flachen Sockel an einem Baum befestigt. Brauner Korpus; Geschichte unbekannt. |                |
| Bruchstraße Lage                                | unbekannt | Kapellenartiger Bildstock mit großer Mauernische und integrierter Marienfigur hinter schmiedeeisernem Gitter. Inschrift: „Zu Dir Maria beteten wir, für Deine Hilfe danken wir“ |                |
| Bruchstraße 13 Lage                             | 20. Jh.   | Kleines Holzkreuz mit Rückwand und Spitzdach an der Hausfassade angebracht. Inschrift: „19.3.1945“. Zum Gedenken an eine junge Frau, die von einem US-Soldaten nach Kriegsende hier ermordet wurde. |                |
| Casinostraße Lage                               | unbekannt | Kleines helles Holzkreuz mit geschwungener Rückwand und Spitzdach an der Seitenfassade zur Casinostraße des Eckhauses Lütticher Straße 243. Aufgesetzte Plakette mit der Inschrift: „Mein Jesus Barmherzigkeit“, Geschichte unbekannt. |                |
| Chaussée de Liège 335, Ecke Schmalgraf Lage     | 1888      | Fürbittenkreuz der kinderlosen Eheleute Corneille und Philomene Ernst-Pelzer. Kräftiges Steinkreuz auf mehrstufigem oben abgerundetem Sockel. In der Kreuzmitte eine Plakette mit dornengekröntem Jesuskopf. Inschrift auf dem Sockel: „Jesus sei meine Rettung zum Trost der armen Seele. C.E.P. 1888“ |                |
| Comuthstraße Lage                               | unbekannt | Kleines Metallkreuz in eine Fassadennische zur Comuthstraße des Hauses Gartenstraße 2, Geschichte unbekannt. |                |
| Ecke Bauweg–Bachstraße Lage                     | unbekannt | Kräftiges Steinkreuz mit weißem Korpus auf hohem quadratischem Sockel mit integriertem Bildstock. Darin eine goldfarbene Figur von Judas Thaddäus. Inschrift: „Dem hl. Judas Thaddäus“ |                |
| Ecke Driesch–Heide Lage                         | 1891      | Metallenes Wegekreuz mit gestufter Blausteinvorfläche. Darauf ein kleiner Bildstock mit einem Marienbildchen sowie am Fuße des Mittelsteins ein tabernakelartiges Metallgehäuse. Inschrift Mittelstein: „1891“; darüber: Chmd; Geschichte unbekannt |                |
| Ecke Lütticher Straße–Hof Lage                  | 1984      | Kleines hölzernes Unfallkreuz. Inschrift auf Plaketten neben dem Korpus: „Francois Jungbluth. 19.08.1966—04.11.1984; Monique Reisch 05.06.1966—04.11.1984, Astrid Boos 12.04.1969—04.11.1984.“ |                |
| Ecke Lütticher Straße–Hof Lage                  | unbekannt | Weiß getünchter Bildstock mit Giebeldach. In der Bildstocknische eine Marienfigur hinter schmiedeeisernem Gitter. |                |
| Ecke Moresneter Straße–Wolfsweg Lage            | unbekannt | Ein mit Ornamenten verziertes weißes Holzkreuz neben der dortigen Bushaltestelle, Geschichte unbekannt. |                |
| Ecke Ruhrstraße–Klothstraße Lage                | unbekannt | Schmales Metallkreuz mit goldfarbenem Korpus, Geschichte unbekannt. |                |
| Gartenstraße 16 Lage                            | 20. Jh.   | Im Stile eines Vogelhauses nachempfundener hölzerner Bildstock auf kräftigem Metallpfahl. Im Bildstock ein Arrangement der Heiligen Familie und ein Bildnis von Pater Georges Schweden. Inschrift: „Pater G. Schweden. 24. 4. 1981. Brasilien“ | weitere Bilder |
| Hagenfeuer, Dreiecksinsel Lage                  | unbekannt | Kreuzanlage auf erhöhtem Felspodest mit großem Holzkreuz mit Dach und Hinterplatte, Jesus Corpus versilbert und Öllampe davor. Darunter ein Muttergottesmedaillon sowie am Fuße auf einem Basisstein ebenfalls eine steinerne Muttergottesfigur; Geschichte unbekannt. Bekannt ist die Restaurierung von einem Anwohner, der ca. 1990 das damals verkommene Kreuz sandstrahlen und in einem Steinsockel neu befestigten ließ. |                |
| Hagenfeuer 5 Lage                               | unbekannt | kleines Steinkreuz mit silbernfarbenen Korpus ohne Sockel. Muss wohl bereits vor 1911 am Standort sich befunden haben. |                |
| Kelmiser Wald, nördlich Vossälder Lage          | unbekannt | Breites Holzkreuz mit geschwungener Rückwand und Giebeldach sowie kurzem Fuß. Heller Korpus sowie kleinere Figuren der Heiligen Familie an der Rückwand angebracht, Plakette „INRI“; Geschichte unbekannt. |                |
| Kelmiser Wald Lage                              | 20. Jh.   | Gedenkkreuz für einen verstorbenen Wanderer an der östlichen Grenze von Neutral Moresnet neben Grenzstein XXXVII. Inschrift: „Marcheur, souviens toi de Wandelaar, denk aan Laurent van Ruyskensvelde – † 21.9.1975“ |                |
| Krickelstein 69 Lage                            | unbekannt | Stabiles Steinkreuz ohne Sockel im Vorgarten von Haus Krickelstein 69, Geschichte unbekannt. |                |
| Lütticher Straße 254 Lage                       | 1869      | Spitzgiebeliger gestufter Bildstock aus roten Ziegelsteinen. In der ebenfalls spitzgiebeligen Figurennische eine Marienfigur hinter weißem schmiedeeisernem Gitter. Inschrift: „1869“ |                |
| Moresneter Weg, Pilgerkreuz, „Rotes Kreuz“ Lage | unbekannt | Nordrheinischer Jakobsweg Nr. 1 Pilgerkreuz auf dem Abschnitt des Jakobsweges von Aachen nach Moresnet-Chapelle, Rotes Holzkreuz an der Kreuzung zum evangelischen Geusenweg von Eupen über Kelmis nach Vaals. |                |
| Moresneter Weg, Pilgerkreuz Lage                | 20. Jh.   | Nordrheinischer Jakobsweg Nr. 1 Pilgerkreuz auf dem Abschnitt des Jakobsweges von Aachen nach Moresnet-Chapelle, zur Erinnerung an die Pilgerin Therese Göttgens, die während ihrer Pilgertour an dieser Stelle verstarb. Tafelinschrift: „Hier starb in Gott Frau Therese Göttgens aus Würselen, 15.9.1937, Betet für Sie.“                                                                                                  |                |
| Sandweg Lage                                    | unbekannt | Röhrenförmiges sehr großes Stahlkreuz auf dem Heidkopf als sichtbares Objekt über das gesamte Kelmiser Tal; Geschichte unbekannt. |                |
| Sandweg 17 Lage                                 | unbekannt | Metallene Kreuzanlage dem hl. Vitus gewidmet; Geschichte unbekannt. |                |
| Waldparkplatz Klothstraße Lage                  | unbekannt | Arrangement eines reich verzierten Metallkreuzes auf kurzem Sockel mit mehreren Plaketten und Votivsteinen. Ein Stein trägt die Gravur „Souvenier de Lourdes“ und eine Plakette die Aufschrift: „Gotteswort für alle, die unterwegs sind“, gestiftet von der Trucker-Mission. |                |

## Liste Ortsteil Hergenrath
| Standort                                 | Datierung    | Beschreibung/Inschrift | Bild |
| ---------------------------------------- | ------------ | --- | ---- |
| Aachener Straße ggü. 55                  | unbekannt    | schmales Metallkreuz auf gestuftem, rechteckigem und altarförmigen Blausteinsockel; am Fuße eine batteriebetriebene Grableuchte hinter Plexiglas. |      |
| Altenberger Straße 30 Lage               | unbekannt    | Kleineres Steinkreuz auf gestuftem Steinsockel. Geschichte unbekannt. Inschrift: „Mein Jesus Barmherzigkeit“. |      |
| Altenberger Straße, gegenüber 72 Lage    | unbekannt    | Metallkreuz hinter der Leitplanke der Haarnadelkurve Altenberger Straße, im Andenken an dem Unfall von Alois Rauw an der Kurve der Straße. |      |
| An der Kirche 11 Lage                    | unbekannt    | Großes Holzkreuz an der Hauswand des Pfarrheims von St. Martin. |      |
| Asteneter Straße Lage                    | unbekannt    | Kleines vermoostes und verwittertes Steinkreuz ohne Inschrift und Korpus vor der Kinderkrippe in Hergenrath in der Asteneter Straße. |      |
| Asteneter Straße 22 Lage                 | unbekannt    | Großes Steinkreuz auf hohem Steinsockel. Geschichte unbekannt. Inschrift: „Wanderer. Die Natur ist wie ein Taschentuch, das Gott fallen ließ, um uns Menschen auf sich aufmerksam zu machen“.                                                                                                |      |
| Bahnhofsgasse Lage                       | 19./20. Jh.  | Unfallkreuz für den mit einem Fahrrad verunglückten Peter Paul Frings. Inschrift: „31. Mai 1897 Des 19-jährigen Peter Paul Frings – Radunfall“ |      |
| Bertholfstraße 45 Lage                   | unbekannt    | Altarartiger Bildstock aus Ziegelsteinen mit Blausteinplatten eingefasst. Darauf ein dreieckiger Aufsatz aus Blaustein und Figurennische, in der eine Gottesmutter mit Jesuskind aufgestellt ist.                                                                                            |      |
| Ecke Aachener Straße–Bertholfstraße Lage | unbekannt    | Helles Metallkreuz mit weißem Korpus. Plaketteninschrift: „Herr ich bin nicht würdig“; Geschichte unbekannt. |      |
| Ecke Aachener Straße–Martinstraße Lage   | unbekannt    | Abgerundeter Bildstockaufsatz mit aufgesetztem kleinem Steinkreuz auf altarartigem Unterbau, alles aus Blausteinquadern. In der Bildnische hinter Glas ein Marienbildnis. |      |
| Emmaburgweg Lage                         | 19. Jh.      | Metallenes Unfallkreuz an der östlichen Außenmauer der Eyneburg. Kreuz ist derzeit (2021) in den Boden gesteckt, der dazu passende Sockel befindet sich leicht zerbröckelt daneben. Sockelinschrift: „Bete für den am 27.5.1885 hier verunglückten Förster J. P. Franssen. R.I.P.“           |      |
| Emmaburgweg Lage                         | Anf. 20. Jh. | Kleines steinernes Gedenkkreuz auf einem hohen spitzgiebeligen Bildstocksockel. Bildstocknische mit schmiedeeiserner Gittertür. Inschrift auf der mittleren Sockelfläche: „Gott in der Höh sei Ehr – In dankbarer Erinnerung an den 13. Juni 1905 • Theodor Rizza Nellessen“.                |      |
| Knippstraße 22 Lage                      | unbekannt    | Altarartiger steinerner Unterbau mit Blausteinplatte abgedeckt. Am Fuße des Unterbaus eine abgerundete Bildnische mit einer Heiligenfigur hinter Glas. Auf der Altarplatte eine rückseitige Steinwand mit aufgesetztem Metallkreuz. Aufbau mit einer dreieckigen Dachkonstruktion abgedeckt. |      |
| Martinstraße 6 Lage                      | unbekannt    | Kleines schmales Metallkreuz auf kurzem Blausteinsockel, kleiner heller Korpus. |      |
| Schampelheide, an der Waldhütte Lage     | 2005         | Kleines Gedenkkreuz mit Bildplakette für Jos. Rotheudt, aufgestellt im Hang neben der Waldhütte. Inschrift: „Jos. Rotheudt. 11.03.1933. – 21.01.2005“. |      |
| Schampelheide, T-Kreuzung Lage           | 1886         | Schmales Metallkreuz mit weißem Korpus auf kleinem quadratischem Sockel. Inschrift: „1886“; Geschichte unbekannt. |      |
| Wolfsheide11 Lage                        | unbekannt    | Breites Metallkreuz mit hellem Korpus auf kleinem Steinsockel; Geschichte unbekannt. |      |

## Liste Ortsteil Neu-Moresnet
| Standort                                            | Datierung | Beschreibung/Inschrift | Bild |
| --------------------------------------------------- | --------- | --- | ---- |
| Ecke Hattich–Käskorb Lage                           | unbekannt | Holzkreuz mit weißem Korpus und Giebeldach, Geschichte unbekannt. |      |
| Ecke Lütticher Straße–Maxstraße Lage                | unbekannt | Schmales Metallkreuz auf kleinem Sockel, derzeit (2021) ohne Korpus, Halterung dafür vorhanden, Geschichte unbekannt. |      |
| Ecke Lütticher Straße–Platzegel Lage                | 2002      | Stabiles Holzkreuz mit Giebeldach. Eingeritzte Inschrift: „Er 1848 – 1930 – 2002“, was darauf hindeutet, dass es das dritte Kreuz an dieser Stelle ist. |      |
| Lütticher Straße 16 Lage                            | 1723      | Kurzes weißes Holzkreuz ohne Sockel. Inschrift: „Herr ich bin nicht würdig. 1723“. |      |
| Moresneter Weg, Pilgerkreuz Lage                    | unbekannt | Nordrheinischer Jakobsweg Nr. 1 Pilgerkreuz auf dem Abschnitt des Jakobsweges von Aachen nach Moresnet-Chapelle, 300 Meter östlich des Grenzsteins Nr. XXXXII von Neutral-Moresnet, gestiftet von den Aachener Fußpilgern. Tafelaufschrift: „Herr, segne Du den Wanderer, der hier vor Deinem Bildnis steht, doch schütze gütig auch den, der eilends nur vorübergeht“. |      |
| Moresneter Weg, Pilgerkreuz Lage                    | 1998      | Nordrheinischer Jakobsweg Nr. 1 Pilgerkreuz auf dem Abschnitt des Jakobsweges von Aachen nach Moresnet-Chapelle, Neueres Kreuz mit älterem Korpus auf dem Pilgerweg von Aachen nach Moresnet-Chapelle zum Gedenken an die Pilgerin Helene Sommer. Jahresgravur am Korpus: „1912“. Tafelaufschrift: „R. I. P. – Helene Sommer * 27.3.1922 – † 1.2.1998“. |      |
| Moresneter Weg, Pilgerkreuz Lage                    | 1960      | Nordrheinischer Jakobsweg Nr. 1 Pilgerkreuz auf dem Abschnitt des Jakobsweges von Aachen nach Moresnet-Chapelle, Kreuz aus präparierten Baumstämmen auf dem Pilgerweg von Aachen nach Moresnet-Chapelle, gestiftet von den Aachener Fußpilgern. Tafeltext: „Wanderer! Das Kreuz am Wege sagt dir viel: verfehle nicht des Lebens Zeit! Doch nicht nur irdisch Tun bedenke, auch Geist und Sinn zum Schöpfer lenke“. |      |
| Moresneter Weg, Pilgerkreuz, „Bonhoefferkreuz“ Lage | 1953      | Nordrheinischer Jakobsweg Nr. 1 Pilgerkreuz auf dem Abschnitt des Jakobsweges von Aachen nach Moresnet-Chapelle. Rotbraunes restauriertes Kreuz, gestiftet von den Aachener Fußpilgern, auch „Bonhoefferkreuz“ genannt. Aufschrift am Holzkreuz oberhalb des Sockels: „Aachen – Moresneter Fuss-Prozession 1958“. Tafelinschrift auf dem Steinsockel: „Von guten Mächten wunderbar geborgen, erwarten wir getrost, was kommen mag. Gott ist mit uns am Abend und am Morgen und ganz gewiß an jedem neuen Tag. (Bonhoeffer)“ |      |
| Roter Pfuhl 17 Lage                                 | 1911      | Massives Steinkreuz auf kräftigem Sockel. Geschichte unbekannt. Inschrift: „Suesses Herz Jesu sei meine Liebe. 1911“. |      |
| Schnellenberg 71 Lage                               | unbekannt | Markantes grünes Holzkreuz mit Dreiecksgiebel und hellem Korpus. Geschichte unbekannt. |      |